# ويس شاثام
ويس شاثام (بالإنجليزية: Wes Chatham)‏ مواليد 11 أكتوبر 1978 في أتلانتا، الولايات المتحدة، هو ممثل أمريكي بدأ مسيرته الفنية سنة 2003.

## الأعمال

### أفلام
- دبليو (2008)
- مباريات الجوع: الطائر المقلد - الجزء الأول (2014)

### مسلسلات
- الوحدة (2009)
- ذا منتاليست (2012) (بدور: فينس)
- يد الإله (2014)
- ذا إكسبانس (2015)

## وصلات خارجية
- ويس شاثام على موقع IMDb (الإنجليزية)
- ويس شاثام على موقع روتن توميتوز (الإنجليزية)
- ويس شاثام على موقع ألو سيني (الفرنسية)
- ويس شاثام على موقع أول موفي (الإنجليزية)
- ويس شاثام على موقع قاعدة بيانات الأفلام السويدية (السويدية)
- ويس شاثام على موقع قاعدة بيانات الفيلم (الإنجليزية)
- ويس شاثام على موقع كينوبويسك (الروسية)
- الموقع الرسمي